# Chlorotettix durus
Chlorotettix durus är en insektsart som beskrevs av Brown 1933. Chlorotettix durus ingår i släktet Chlorotettix och familjen dvärgstritar. Inga underarter finns listade i Catalogue of Life.